# Denso Kasius
Denso Kasius (Delft, 6 ottobre 2002) è un calciatore olandese, difensore dell'AZ Alkmaar e della nazionale Under-21 olandese.

## Carriera

### Club
Il 20 gennaio 2021, viene ceduto in prestito per un anno e mezzo al Volendam.
Il 30 gennaio 2022, passa a titolo definitivo al Bologna per 2,5 milioni di euro. Esordisce in Serie A, oltre che con i felsinei, sette giorni dopo, nella sfida casalinga con l'Empoli (0-0).
Il 26 gennaio 2023, passa in prestito con diritto di riscatto al Rapid Vienna.
Il 3 luglio 2023, viene ceduto a titolo definitivo all'AZ Alkmaar per una cifra pari a 3 milioni di euro più una piccola percentuale sulla rivendita del calciatore, firma un contratto quadriennale.

### Nazionale
Ha giocato nelle nazionali giovanili olandesi Under-16 ed Under-21.

## Statistiche

### Presenze e reti nei club
Statistiche aggiornate al 4 giugno 2025.
| Stagione            | Squadra             | Campionato          | Campionato | Campionato | Coppe nazionali | Coppe nazionali | Coppe nazionali | Coppe europee | Coppe europee | Coppe europee | Altre coppe | Altre coppe | Altre coppe | Totale | Totale |
| Stagione            | Squadra             | Comp                | Pres       | Reti       | Comp            | Pres            | Reti            | Comp          | Pres          | Reti          | Comp        | Pres        | Reti        | Pres   | Reti   |
| ------------------- | ------------------- | ------------------- | ---------- | ---------- | --------------- | --------------- | --------------- | ------------- | ------------- | ------------- | ----------- | ----------- | ----------- | ------ | ------ |
| 2019-2020           | Jong Utrecht        | EED                 | 1          | 0          | -               | -               | -               | -             | -             | -             | -           | -           | -           | 1      | 0      |
| 2020-gen. 2021      | Jong Utrecht        | EED                 | 6          | 0          | -               | -               | -               | -             | -             | -             | -           | -           | -           | 6      | 0      |
| Totale Jong Utrecht | Totale Jong Utrecht | Totale Jong Utrecht | 7          | 0          |                 | -               | -               |               | -             | -             |             | -           | -           | 7      | 0      |
| gen.-giu. 2021      | Volendam            | EED                 | 14+1       | 1          | CO              | -               | -               | -             | -             | -             | -           | -           | -           | 15     | 1      |
| 2021-gen. 2022      | Volendam            | EED                 | 21         | 5          | CO              | 1               | 0               | -             | -             | -             | -           | -           | -           | 22     | 5      |
| Totale Volendam     | Totale Volendam     | Totale Volendam     | 35+1       | 6          |                 | 1               | 0               |               | -             | -             |             | -           | -           | 37     | 6      |
| gen.-giu. 2022      | Bologna             | A                   | 7          | 0          | CI              | -               | -               | -             | -             | -             | -           | -           | -           | 7      | 0      |
| 2022-gen. 2023      | Bologna             | A                   | 7          | 0          | CI              | 0               | 0               | -             | -             | -             | -           | -           | -           | 7      | 0      |
| Totale Bologna      | Totale Bologna      | Totale Bologna      | 14         | 0          |                 | 0               | 0               | -             | -             | -             | -           | -           | -           | 14     | 0      |
| gen.-giu. 2023      | Rapid Vienna        | BL                  | 10         | 0          | CA              | 2               | 0               | UECL          | -             | -             | -           | -           | -           | 12     | 0      |
| 2023-2024           | AZ Alkmaar          | E                   | 16         | 0          | CO              | 2               | 0               | UECL          | 4             | 0             | -           | -           | -           | 22     | 0      |
| 2024-2025           | AZ Alkmaar          | E                   | 32         | 3          | CO              | 5               | 0               | UEL           | 9             | 2             | -           | -           | -           | 46     | 5      |
| Totale AZ           | Totale AZ           | Totale AZ           | 48         | 3          |                 | 7               | 0               |               | 13            | 2             |             | -           | -           | 68     | 5      |
| Totale carriera     | Totale carriera     | Totale carriera     | 115        | 9          |                 | 10              | 0               |               | 13            | 2             |             | -           | -           | 138    | 11     |

### Cronologia presenze e reti in nazionale
| Cronologia completa delle presenze e delle reti in nazionale ― Paesi Bassi under 21 | Cronologia completa delle presenze e delle reti in nazionale ― Paesi Bassi under 21 | Cronologia completa delle presenze e delle reti in nazionale ― Paesi Bassi under 21 | Cronologia completa delle presenze e delle reti in nazionale ― Paesi Bassi under 21 | Cronologia completa delle presenze e delle reti in nazionale ― Paesi Bassi under 21 | Cronologia completa delle presenze e delle reti in nazionale ― Paesi Bassi under 21 | Cronologia completa delle presenze e delle reti in nazionale ― Paesi Bassi under 21 | Cronologia completa delle presenze e delle reti in nazionale ― Paesi Bassi under 21 |
| Data                                                                                | Città                                                                               | In casa                                                                             | Risultato                                                                           | Ospiti                                                                              | Competizione                                                                        | Reti                                                                                | Note                                                                                |
| ----------------------------------------------------------------------------------- | ----------------------------------------------------------------------------------- | ----------------------------------------------------------------------------------- | ----------------------------------------------------------------------------------- | ----------------------------------------------------------------------------------- | ----------------------------------------------------------------------------------- | ----------------------------------------------------------------------------------- | ----------------------------------------------------------------------------------- |
| 3-6-2022                                                                            | Chișinău                                                                            | Moldavia under 21                                                                   | 0 – 3                                                                               | Paesi Bassi under 21                                                                | Qual. Europeo Under-21 2023                                                         | -                                                                                   | 65’                                                                                 |
| Totale                                                                              |                                                                                     | Presenze                                                                            | 1                                                                                   |                                                                                     | Reti                                                                                | 0                                                                                   |                                                                                     |

| Cronologia completa delle presenze e delle reti in nazionale ― Paesi Bassi under 16 | Cronologia completa delle presenze e delle reti in nazionale ― Paesi Bassi under 16 | Cronologia completa delle presenze e delle reti in nazionale ― Paesi Bassi under 16 | Cronologia completa delle presenze e delle reti in nazionale ― Paesi Bassi under 16 | Cronologia completa delle presenze e delle reti in nazionale ― Paesi Bassi under 16 | Cronologia completa delle presenze e delle reti in nazionale ― Paesi Bassi under 16 | Cronologia completa delle presenze e delle reti in nazionale ― Paesi Bassi under 16 | Cronologia completa delle presenze e delle reti in nazionale ― Paesi Bassi under 16 |
| Data                                                                                | Città                                                                               | In casa                                                                             | Risultato                                                                           | Ospiti                                                                              | Competizione                                                                        | Reti                                                                                | Note                                                                                |
| ----------------------------------------------------------------------------------- | ----------------------------------------------------------------------------------- | ----------------------------------------------------------------------------------- | ----------------------------------------------------------------------------------- | ----------------------------------------------------------------------------------- | ----------------------------------------------------------------------------------- | ----------------------------------------------------------------------------------- | ----------------------------------------------------------------------------------- |
| 12-4-2018                                                                           | Mogoșoaia                                                                           | Romania under 16                                                                    | 2 – 2                                                                               | Paesi Bassi under 16                                                                | Amichevole                                                                          | -                                                                                   |                                                                                     |
| Totale                                                                              |                                                                                     | Presenze                                                                            | 1                                                                                   |                                                                                     | Reti                                                                                | 0                                                                                   |                                                                                     |